# Vincenzo Bertolone
Vincenzo Bertolone SdP (ur. 17 listopada 1946 w San Biagio Platani) – włoski duchowny katolicki, arcybiskup Catanzaro-Squillace w latach 2011–2021.

## Życiorys
Święcenia kapłańskie otrzymał 17 maja 1975 w zgromadzeniu Misjonarzy Sług Ubogich. Był m.in. kapelanem i ekonomem instytutów katolickich w Palermo, ekonomem generalnym i radnym generalnym zakonu. W latach 1988–2007 pracował także w Kongregacji ds. Instytutów Życia Konsekrowanego i Stowarzyszeń Życia Apostolskiego, początkowo jako urzędnik, a następnie jako podsekretarz dykasterii.
10 marca 2007 papież Benedykt XVI mianował go ordynariuszem diecezji Cassano all’Jonio. Sakry biskupiej udzielił mu 3 maja 2007 kard. Tarcisio Bertone.
25 marca 2011 papież mianował go arcybiskupem Catanzaro-Squillace.
15 września 2021 papież Franciszek przyjął jego rezygnację z pełnionej funkcji.